# Yvette Varvoux
Yvette Varvoux, née Altenhoven le 22 novembre 1917 à Naveil (Loir-et-Cher) et morte le 3 mars 2009 à Chambray-lès-Tours,, est une personnalité de la Résistance française pendant la Seconde Guerre mondiale. Elle a reçu plusieurs distinctions honorifiques pour son engagement. Elle est nommée au grade de chevalier (1983) puis d'officier (2001) dans l'ordre national de la Légion d'honneur.

## Biographie
Yvette Altenhoven habite à Naveil, où elle est née, lorsqu'elle rencontre son premier mari, André Auguste dit Lucien Varvoux. Il est de Villiers-sur-Loir et exerce le métier de jardinier-fleuriste. Elle-même exerce le métier de gantière. Ils se marient le 22 septembre 1934 et résident à Vendôme entre 1934 et 1939. Ils luttent ensemble pendant l'occupation. Son mari entre au Front national en 1943 et s'engage dans de nombreux actes de résistance. Yvette Varvoux devient son agent de liaison.

## Rôle dans la Résistance

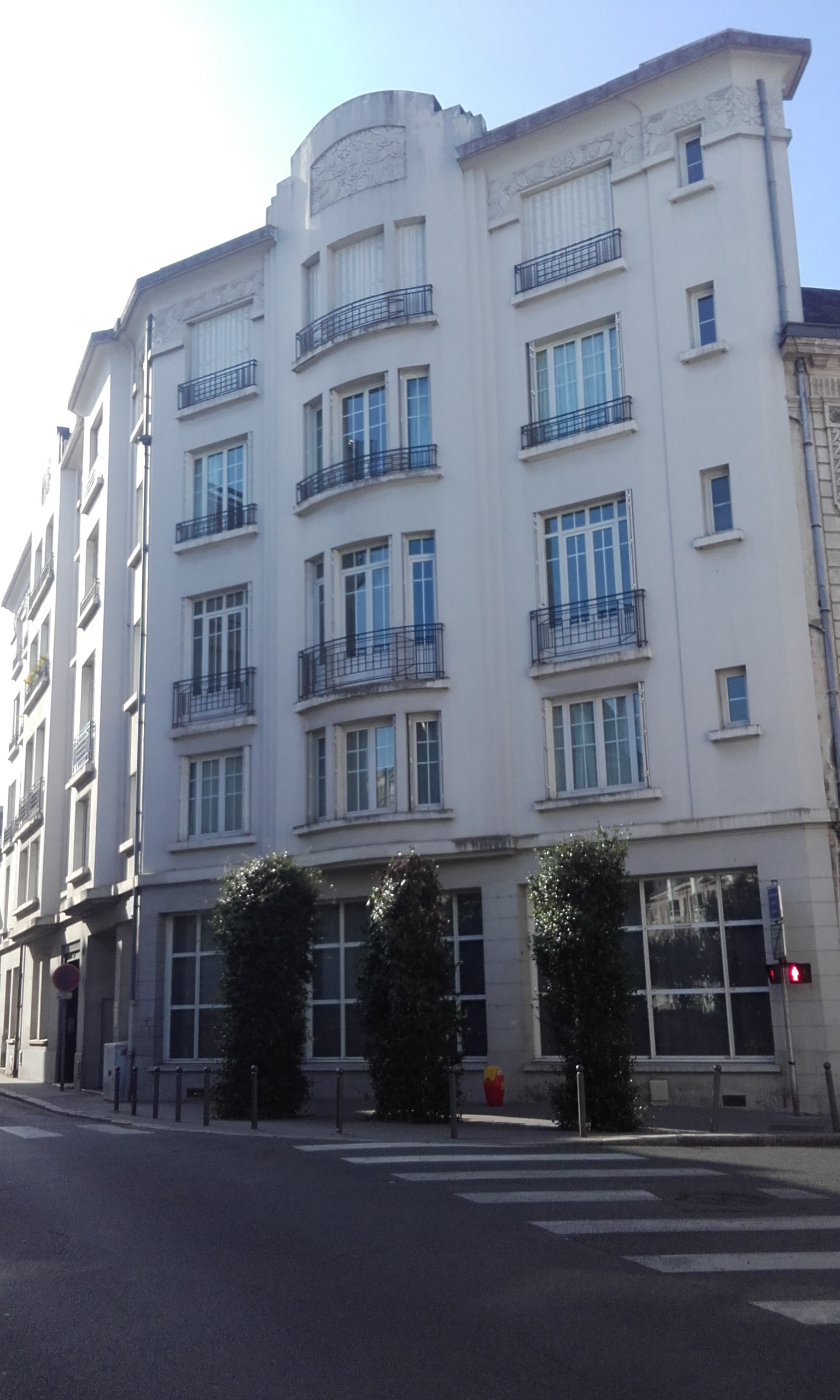
Ancien siège de la Gestapo de Tours pendant l'occupation allemande.

Yvette Varvoux parcourt le département de Loir-et-Cher à bicyclette en tant qu'agent de liaison alors que son mari est Lieutenant FTP chargé du recrutement. Début 1944, il peut compter sur une centaine de résistants. Elle fait partie des premières FTP de Vendôme. À la suite de l'arrestation de nombreuses personnes sur Vendôme, le couple reçoit l'ordre de quitter la ville et se réfugie en Indre-et-Loire. Yvette et Lucien Varvoux y arrivent le 19 mai 1944.
Yvette Varvoux, surnommée « Andrée », a alors pour mission d'organiser un réseau de femmes agents de liaison et de mettre en place un service sanitaire. Quatre hôpitaux sont créés à Lussault, Cormery, Bléré et Château-Renault. Une trentaine de femmes médecins, pharmaciennes, infirmières, assistées de bénévoles formées par leurs soins, y travaillent. Elle acquiert le grade d'adjudant-chef au sein des FTPF. À partir de juin 1944, elle assure le commandement de 75 à 80 personnes.
Jusqu'à leur dénonciation par l'un des membres du réseau, l'épicier Petit-Clair, et leur arrestation par la Gestapo au château de Vaux, le couple Varvoux s'occupe de la sécurité des parachutages sur les secteurs de Château-Renault, Lussault, Bléré et Loches. Le château de Vaux sert alors de lieu de rendez-vous pour des réunions clandestines de résistants de la région Esvres-Montbazon-Veigné. Yvette est arrêtée en pleine nuit, le 2 août 1944, à Coulommiers, alors qu'elle s'est réfugiée dans l'une de ses cachettes. Elle est emmenée à la Gestapo de Tours où elle est torturée. Clara Knecht est l'une de ses tortionnaires. Son mari est, lui, fusillé au camp d'aviation de Parçay-Meslay dès le 10 août 1944.
Avec plusieurs de ses compagnes, Yvette Varvoux est conduite à la gare de la Ville-aux-Dames. Elles sont entassées dans des wagons à bestiaux,. Elle fait partie du transport I.282 parti de Belfort le 1er septembre et porte le matricule 62905,. Après son arrivée à Ravensbrück le 4 septembre, elle est dirigée vers l'usine de Ludwigsfelde, près de Berlin où elle travaille jusqu'au 17 avril. Les employées de l'usine sont évacuées par les Allemands le 21 avril 1945 face à l'avance des troupes alliées. Yvette est finalement remise aux Américains le 3 mai 1945 et regagne Vendôme le 16 mai.

## Vie active et militante; distinctions

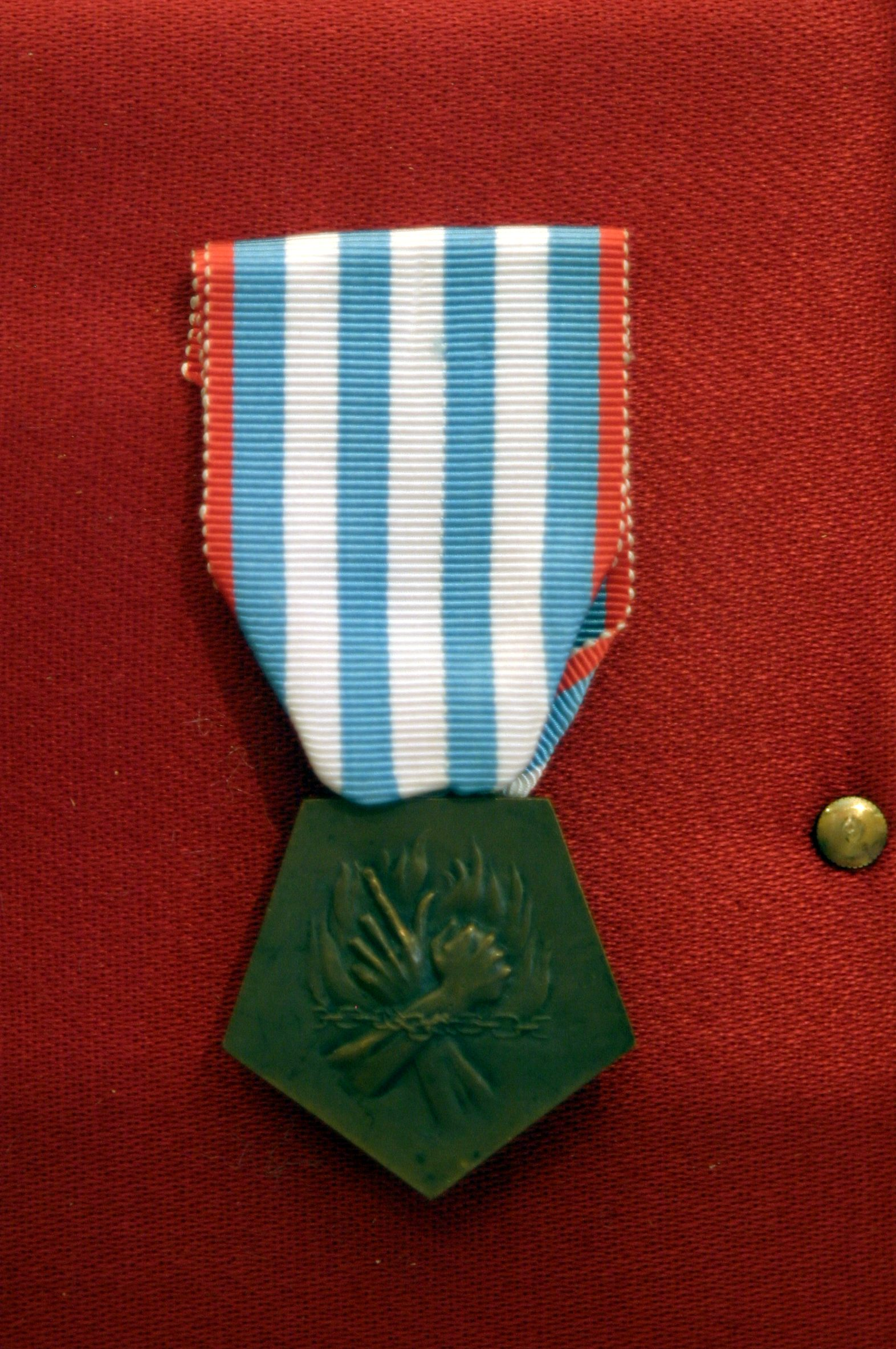
Médaille de la Déportation et de l'Internement pour faits de Résistance.

Elle s'installe à Tours, milite au sein de l'Union des femmes françaises et se marie avec Henri Gobert, également résistant dans le maquis Conty-Freslon. Elle trouve un emploi dans une usine de Saint-Pierre-des-Corps mais, sa retraite venue, elle intervient dans de nombreux établissements scolaires pour témoigner. Elle décède le 3 mars 2009 à Chambray-lès-Tours.
Elle obtient de nombreuses distinctions :
- Officier de la Légion d'honneur (2001) : chevalier en 1983
- Médaille militaire
- Croix de guerre 1939–1945, palme de bronze (1977)
- Croix du combattant volontaire de la guerre de 1939–1945
- Croix du combattant volontaire de la Résistance
- Médaille de la déportation pour faits de Résistance